# Джон Фріче-молодший
Джон Фріче молодший (англ. John Fritsche Jr.; 3 вересня 1991, Парма, Огайо, США) — швейцарський та американський хокеїст, крайній правий нападник.

## Кар'єра
Свою кар'єра хокеїста почав у клубі NAHL Alpena IceDiggers у 2008 році (відіграв два сезони). Продовжив свої виступи у лізі ХЛСШ за клуб «Янгстаун Фантомс». 
В сезоні 2011/12 років переїздить до Європи, де виступає за Берн та Серветт-Женева. Сезон 2012/13 провів у клубі Лозанна.
Сезон 2013/14 розпочав у «Фрібур-Готтерон» але провів чотири матчі та повернувся до ХК «Серветт-Женева».
З сезону 2014/15 по 2017/18 виступав за «Фрібур-Готтерон».
З сезону 2018/19 по 2020/21 виступав за «Серветт-Женева».

## Досягнення
- Переможець Кубка Шпенглера 2013 у складі Серветт-Женева